# Abu l-Husayn al-Khayyat
Abu l-Husayn al-Khayyat ou Abû l- Husayn b. 'Uthmân al-Khayyât (en arabe الحسين عبد الرحيم بن محمَّد بن عثمان الخياط) était un juriste et un théologien mutazilite de l'école de Bagdad. Né vers 835, il est mort vers 913,. 
Ibn al-Murtada, dans Al-Munyah wa al-amal, le recense parmi les mutazilites de la huitième génération. 
Il a eu pour maître ʿlsa b. al-Haytham al-Sufi et pour disciple al-Kaʿbi al-Balkhi. 

## Idées principales
À son époque, les discussions théologiques se concentrent sur la relation de Dieu à sa création. Il admet l'idée de causes naturelles. Il défend l'idée originale que le possible, bien que non-existant, est quelque chose (shay'), composé de substance et d'accidents, parmi lesquels il ne lui manque que l'être-créé et le mouvement pour exister pleinement. 
Dieu ne peut être cause de l'injustice. Al-Khayyat rejette l'idée d'une intercession du Prophète en faveur des pécheurs. 
L'imamat (califat) est nécessaire, cela est démontré par la Révélation mais aussi, selon al-Khayyat, par la raison. 
Il pense que les hadiths ahad (isolés) doivent être rejetés comme inauthentiques.  

## Œuvres
Il a écrit le Kitāb al-Intiṣār wa al-radd 'ala ibn al-Rawandi, où il réfute la Faḍīḥat al-Mu‘tazila d'al-Rawandi. Ce livre, édité en 1925, est précieux pour les renseignements qu'il donne sur la doctrine mutazilite, au sujet de laquelle les sources sont rares,. C'est ainsi que ʻAbd al-Raḥmān Badawī juge le livre d'Al-Khayyat comme la meilleure source d'information sur le mutazilite Abu al-Hudhail al-Allaf. 